# Triumph der Liebe (1947)
Triumph der Liebe ist eine österreichische musikalische Filmkomödie von 1947 unter der Regie von Alfred Stöger, die die Verschwörung der Athener Frauen zur Beendigung des Krieges beinhaltet. Die Hauptrollen sind mit Judith Holzmeister, die die Lysistrata verkörpert, und O. W. Fischer, der als ihr frisch angetrauter Gemahl Agathos agiert, besetzt. Paul Kemp übernahm die Rolle des Damon.
Das Drehbuch beruht auf Aristophanes’ antiker Komödie Lysistrata, die musikalisch bearbeitet wurde.

## Handlung
Der Feldherr Agathos und Lysistrata haben geheiratet und geben ein großes Fest. Damon, ein Verfechter des nun schon jahrelang andauernden Krieges zwischen Athen und Sparta, hat wenig Zeit und kommt, zum Unmut seiner Frau, zu spät zur Hochzeitsfeier. Er überreicht Lysistrata einen prachtvollen Gürtel und meint, sie solle ihrem Volk ein Vorbild sein in Tugend, Geduld und Leid. Die Hochzeit ist für die Männer eine Gelegenheit, endlich wieder einmal mit ihren Frauen zusammen zu sein. Als Agathos, noch bevor die Hochzeitsnacht begonnen hat, zurück zum Kriegsgeschehen beordert wird, fühlt sich nicht nur Lysistrata vor den Kopf gestoßen. Auch die Männer der anderen Frauen werden durch Lamathos, den Läufer, zurück an die Front berufen. Die Athenerinnen sind sich einig, dass es eine Beleidigung für alle Frauen sei, wenn ein Mann seine Frau in der Hochzeitsnacht allein lasse. Damon, der auf keinen Fall will, dass der Krieg endet, verspricht den Frauen eine dreitägige Waffenruhe, während der sie ihre Männer ganz für sich hätten. Als die Mehrheit von ihnen seinem Plan begeistert zustimmen will, greift Lysistrata ein. Sie erklärt den Frauen, wie durchsichtig Damons Absicht sei und dass der Krieg dadurch nicht beendet werde, und nach der Galgenfrist alles wieder wie zuvor sei. Sie bringt die Frauen dazu unter ihrer Federführung einen Entschluss zu fassen und zu schwören, dass sie sich ihren Männern solange versagen, wie der Krieg weiter andauert. Natürlich müssten auch die Frauen von Sparta ihren Entschluss mittragen und ihre Männer ebenfalls abweisen. Die Athenerinnen beschließen daher, dass die Klügste von ihnen zu den Frauen von Sparta gehen müsse, um sie zu überzeugen, sich ihnen anzuschließen. Myrrhine wird auserwählt, die Göttin Aphrodite werde ihr beistehen, bekunden die Frauen.
Als die Athener für drei Tage nach Hause kommen, klopfen sie überall an verschlossene Türen. Als die Männer die Botschaft ihrer Frauen erhalten, sind sie unterschiedlicher Auffassung, wie man nun reagieren solle. Damon schlägt vor, dass sie wieder abziehen, um ihren Frauen zu beweisen, dass sie sie nicht nötig hätten. Agathos macht den Vorschlag, sich erst einmal im Freien schlafen zu legen und ihre Häuser anderentags mit Gewalt zu stürmen, was bei der Mehrheit der Männer auch Zustimmung findet. Als sie draußen einen Gesang anstimmen, sind viele der Frauen elektrisiert und Mika meint stellvertretend für alle, was Lysistrata von ihnen verlange. Diese erinnert die Frauen erneut an ihren Schwur.
Kritisch wird die Situation, als die Mehrheit der Männer beschließt, ihr Vergnügen bei den Hetären zu suchen. Lysistrata spricht daraufhin mit der Höchsten von ihnen und kann sie dazu bewegen, ihren Entschluss zu überdenken, da es ja immerhin darum gehe, einen Krieg zu beenden. Zwischen Lysistrata und Agathos kommt es zu einem Gespräch, in dem jeder seine Sicht der Dinge schildert. Es herrsche eben Hades und nicht Eros, meint Agathos und Lysistratas inständige Bitte, den Krieg endlich zu beenden, prallt an ihm ab.
Myrrhine hat inzwischen bei den Frauen von Sparta erreicht, dass sie sich den Frauen von Athen anschließen. Auch sie wollen Frieden. Kurz darauf verkündet Agathos, dass der Krieg aus sei. Lysistrata habe recht gehabt, er sei der Blinde gewesen, er danke den Frauen von Athen, dass sie die Männer sehend gemacht hätten. In allen Häusern finden Freudenfeiern mit Wein und Gesang statt, aber vor allem wird der Triumph der Liebe gefeiert.

## Produktionsnotizen
Der Film entstand ohne Außenaufnahmen ausschließlich in den Ateliers  Wien-Schönbrunn und Wien-Sievering. Produktionsfirma war die Wiener Mundus-Film Dr. Alfred Stöger (Wien). Für die Bauten war Werner Schlichting verantwortlich. Der Szenenbildner äußerte sich zu seiner Arbeit einst folgendermaßen: „Im Gegensatz zur Theaterdekoration darf im Film nichts von Pappe sein. Die Filmtür ist eine solide, einwandfrei schließende Tür und ihre Schnalle Qualitätsarbeit, die auch einer Großaufnahme, in der sie sich verhängnisvoll auf und nieder zu bewegen hat, standhält.“ Hierzu seien ein eingehendes Studium des Drehbuchs sowie diverse Besprechungen mit Regisseur und Darstellern nötig. In mit Sorgfalt angefertigten Entwürfen und Zeichnungen sei das alles vorher festgelegt.
Die Filmmusik wurde von den Wiener Symphoniker eingespielt. Die Uraufführung von Triumph der Liebe fand am 18. April 1947 in Wien statt. In Westdeutschland wurde der Film erstmals am 3. Juni 1949 in Hamburg aufgeführt. In den USA lief er unter dem Titel Lysistrata am 18. Juni 1948 an und in Frankreich unter dem Titel Grève d'amour am 29. Oktober 1948.

## Kritik
Das Lexikon des internationalen Films befand, dass diese nach Aristophanes’ Lysistrata entstandene Verfilmung ein „schwerfällig inszeniertes Operetten-Lustspiel“ sei. „Der Versuch eines Gegenwartsbezugs [sei] völlig mißglückt.“
In der Filmbiografie von Dorin Popa über O. W. Fischer wird diese Filmkomödie in die „Ära der moralinsauren Filmbotschaften im Sinne der Völkerverständigung“ eingeordnet.